# کالتا اولیویا
کالتا اولیویا (به اسپانیایی: Caleta Olivia) شهری در کشور آرژانتین، ایالت سانتا کروز (آرژانتین) است که در سال ۲۰۰۹ میلادی، حدود ۳۶٬۰۷۷ نفر جمعیت داشته‌است.